# Конотоп, Василий Иванович
Василий Иванович Конотоп (13 февраля 1916, п. Буды, Харьковская губерния — 19 сентября 1995, Москва) — советский государственный и партийный деятель, первый секретарь Московского обкома КПСС (1963—1985), депутат Совета Союза Верховного Совета СССР, член Президиума Верховного Совета СССР, член ЦК КПСС.

## Биография
Родился в семье рабочего Будянского фарфорового завода.
Родители: отец Иван Васильевич и мать Вера Павловна проработали на данном заводе более 40 лет. Дед Василия Ивановича по отцовой линии — Василий Лазаревич, переехал в посёлок Буды в конце 19 века из Московской губернии в момент образования фабрики Матвеем Кузнецовым, сыном основателя Дулёвского фарфорового завода Терентия Кузнецова. Фамилию Конотоп деду дали уже после переезда в п. Буды.
В 13 лет окончил семилетку и поступил в химический техникум в Харькове. Во время учёбы в техникуме принимал участие в строительстве Харьковского тракторного завода.
После окончания техникума в 1935 году поступил в Харьковский механико-машиностроительный институт, который успешно закончил в 1940 году (паровозостроительный факультет).
С осени 1940 года работал инженером-конструктором на Ворошиловградском паровозостроительном заводе (завод «ОР») в Отделе Главного Конструктора (ОГК). С началом Великой Отечественной войны был направлен вместе с заводом в эвакуацию, в город Омск, где принимал активное участие в строительстве танкового завода. На фронт призван не был ввиду инвалидности с детства (после травмы и туберкулёза не сгибалась в колене правая нога).
С августа 1942 по 1952 год работал инженером-конструктором на Коломенском машиностроительном заводе им. В. В. Куйбышева. На этом заводе он получил первую и для него самую дорогую награду — медаль «За доблестный труд в Великой Отечественной войне 1941—1945 годов». Здесь же в 1944 году вступил в ряды ВКП(б).
В 1949 годы был назначен заместителем секретаря парткома Коломенского завода, через год, в 1950 г. был избран секретарём парткома Коломзавода. Парторганизация завода насчитывала на тот момент более трёх тысяч человек и была одной из крупнейших первичных организаций Московской области.
С 23 сентября 1952 года Первый секретарь Коломенского сельского районного комитета партии.
С июня 1956 по 1959 год — второй секретарь Московского обкома КПСС.
С осени 1959 по 1963 год — председатель исполкома Московского областного Совета народных депутатов (последние полтора года председатель исполкома «сельского области» после хрущёвских реорганизаций).
С 1963 по 1985 год — первый секретарь Московского обкома КПСС (во время разделения обкома до декабря 1964 года занимал пост руководителя сельского обкома). В этот период было много сделано для сельского хозяйства, промышленности и строительства в области. Преображались старые города и фабрики, росли жилые микрорайоны, хорошели райцентры, прокладывались автострады, строились школы и клубы. Годы его руководства связаны с бурным ростом промышленного и сельскохозяйственного производства, социального развития. Так, с 1956 по 1985 гг. производство молока увеличилось с 700 тысяч тонн до 2 миллионов тонн, яиц с 700 млн штук до 4,5 млрд штук в год; поголовье коров выросло с 250 тыс. голов до 500 тыс. голов.
Только за одну 10-ю пятилетку (с 1 января 1976 г. до 31 декабря 1980) в Московской области было помимо всего прочего построено 146 школ, 54 больницы и 27 клубов.
В период его работы область была награждена двумя орденами Ленина: в 1956 году — за первое место в СССР по надоям молока и перевыполнение плана заготовок и закупок мяса и молока; в 1966 году — за мужество и героизм, проявленные трудящимися Московской области в разгроме немецко-фашистских захватчиков под Москвой, а также за успехи, достигнутые в развитии народного хозяйства.
Кандидат в члены ЦК КПСС (1961—1964), член ЦК КПСС (1964—1986). Депутат Совета Союза Верховного Совета СССР 4—11 созывов (1956—1987 гг.) от Московской области, член Президиума Верховного Совета СССР (1966—1984 гг.).
С 1985 года — персональный пенсионер союзного значения.

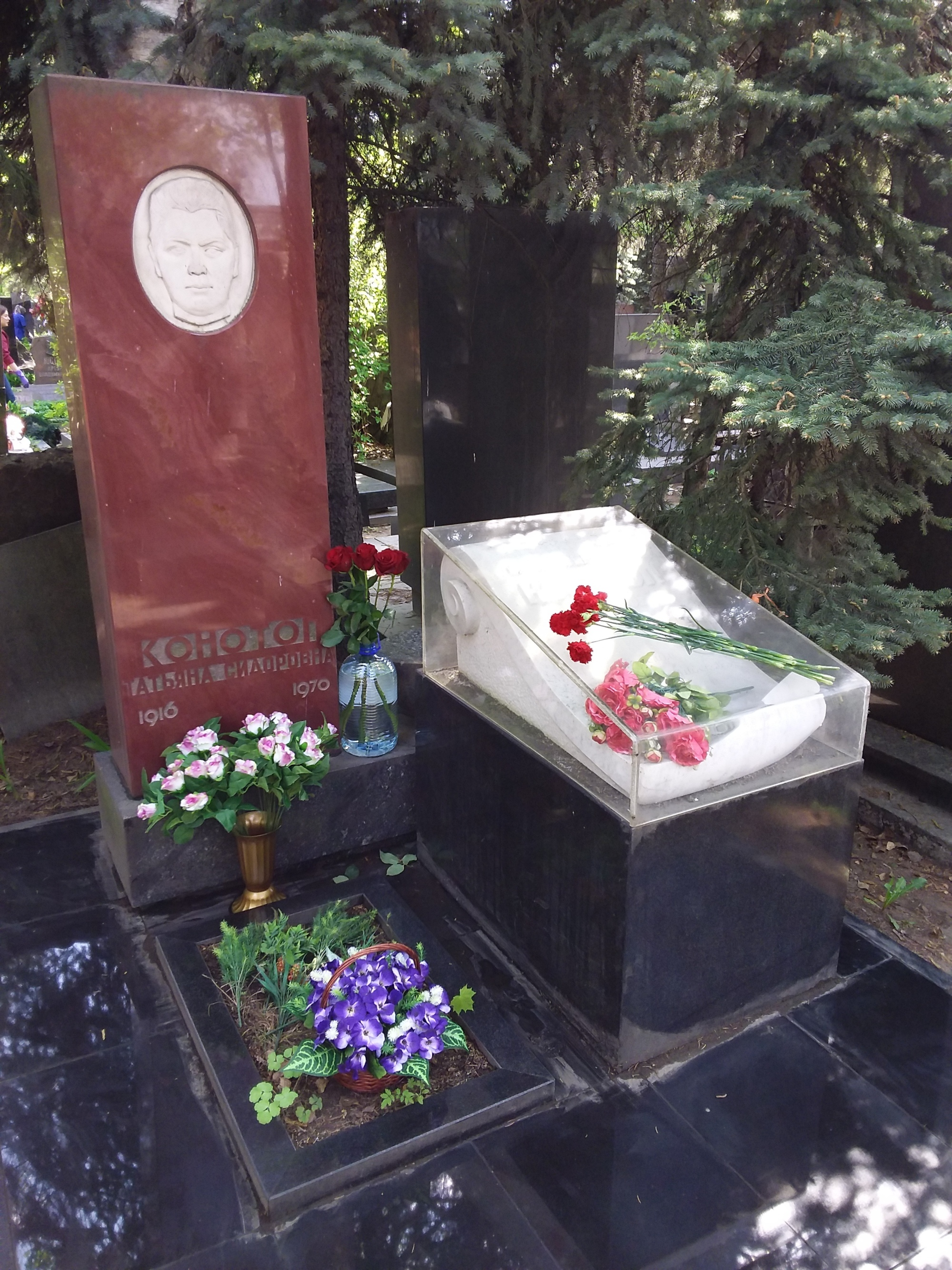
Могила на Новодевичьем кладбище

Умер 19 сентября 1995 года в Москве. Похоронен вместе с супругой Татьяной Сидоровной на Новодевичьем кладбище (7 участок 12 ряд, 2 могила, правая сторона 7 уч. от Центральной аллеи).

## Публикации
Автор двух книг: «Дела и люди Подмосковья» и «Внукам».

## Семья
Братья: Пётр Иванович и Михаил Иванович.
Первая жена: Конотоп (Пашкова) Татьяна Сидоровна (12.12.1916 — 15.02.1970), родилась в Твери, потом семья перебралась в Мариуполь.
Вторая жена: Конотоп (Леонидова) Мария Никитична (род. в деревне Ореховка Калужской области)
Дочь: Конотоп Вера Васильевна (род. 1 марта 1951 г. в г. Коломне, Московской обл.)
Сын от второго брака: Леонидов Леонид Иванович (род. 28 февраля 1951 г. в г.Москве)

## Память
Посмертно удостоен звания Почётного гражданина Московской области.

## Адреса в Москве
- ул. Поварская, д. 29
- Спиридоновка, д. 19

В честь В. И. Конотопа установлены 2 мемориальные доски — в Москве и Коломне.